# Sampo (phim)
Sampo (tiếng Nga: Сампо) là một bộ phim điện ảnh thần thoại do Aleksandr Ptushko và Risto Orko đạo diễn, được xuất phẩm lần đầu vào ngày 24 tháng 8 năm 1959.

## Lịch sử
Truyện phim phỏng theo quốc sử Kalevala trứ danh Phần Lan.

## Nội dung
Sampo là cái cối tuôn ra bột, muối và vàng, cả dân Kalevala và phù thủy Louhi (Anna Orochko) đều muốn có, nhưng chỉ thợ rèn Ilmarinen (Ivan Voronov) làm được. Louhi bèn bắt cóc em gái là Annikki (Eve Kivi) để buộc Ilmarinen theo ý. Cùng đi cứu Annikki có tráng sĩ Lemminkäinen (Andris Ošiņš) hào hoa.
| “ | Bộ phim dành tưởng nhớ Elias Lönnrot, nhà sưu tầm văn hóa dân gian Karjala, tác giả sử thi bất hủ Kalevala, mà phim này là món quà tặng ông. | ” |

## Kĩ thuật
Bộ phim được thực hiện tại khu vực hồ Ladoga và sông Vuokša năm 1958 bằng kĩ nghệ Sovkolor.

### Sản xuất
- Thiết kế mĩ thuật: Lev Milchin
- Phục trang: Ritva Karpio

### Diễn xuất
- Andris Ošiņš... Lemminkäinen
- Eve Kivi... Annikki
- Anna Orochko... Louhi
- Ivan Voronov... Ilmarinen
- Urho Somersalmi... Väinämöinen
- Ada Voytsik... Mẹ Lemminkäinen
- Georgy Millyar... Phù thủy
- Mikhail Troyanovsky... Chiêm bốc sư
- Marvin Miller... Diễn thoại giả
- Anatoly Barantsev
- Vladimir Boriskin
- Valentin Bryleyev
- Anneli Haahdenmaa
- Emma Hippeläinen
- Maikki Hako
- Alice Lyly
- Aleksandr Macheret
- Annikki Linnoila
- Yrjö Jyrinkoski
- Nikolay Lebedev
- Lea Venkula

## Phong hóa
Trong thời kì trong và sau Lãnh Chiến, Sampo chỉ có hai bản tiếng Nga và tiếng Anh phát hành quốc tế, nhan đề cũng bị Công ty Điện ảnh Quốc tế Mĩ (AIP) đổi thành The Day the Earth Froze để coi như cùng thể tài với phim The Captive City phát hành cùng đợt. Đến năm 1993, chính bản băng này lại được ghép vào chương trình truyền hình Mystery Science Theater 3000 khiến chất lượng băng hình tiếp tục xuống cấp, lời thoại cũng không còn rõ nữa.
Mãi đến năm 2014, Viện Nghe nhìn Quốc gia Phần Lan mới chính thức phát hành bộ DVD tiếng Phần Lan chép từ băng gốc. Cũng vào năm này, Viện loan báo đề án phục chế 4K cho tất cả các băng hình điện ảnh trước thập niên 2000, trong đó, Sampo là đối tượng ưu tiên vì ý nghĩa văn hóa, lịch sử và thẩm mĩ.
Tháng 7 năm 2022, Viện Nghe nhìn Phần Lan ủy thác Công ty Deaf Crocodile Films (Mĩ) phát hành bản Blu-ray chất lượng 1080iP và 2K ra hoàn vũ. Bản phim này giữ được khẩu âm Phần Lan nhưng phải chạy phụ đề Anh ngữ. Bản băng hoàn chỉnh tiếng Phần Lan chỉ phát hành cục bộ trên mạng Elonet có tính phí. Tuy nhiên, đây vẫn chỉ là những bước đầu, quá trình phục chế Sampo vẫn dang dở vì một số đoạn phim đã nhiễu theo thời gian.
Cho đến đầu thập niên 2020, hai phiên bản tiếng Nga và tiếng Anh với chất lượng hình ảnh vừa phải vẫn là phổ thông nhất.

## Liên kết

### Tư liệu
- Кадр из советско-финского фильма «Сампо»
- Эве Киви в фильме «Сампо»[liên kết hỏng]
- Илмаринен, Анники и Леминкяйне[liên kết hỏng]
- Финская полноэкранная версия с английскими субтитрами на YouTube